# RTS Option Musique
RTS Option Musique est la quatrième station de radio de la Radio télévision suisse. Elle propose depuis 1994 un programme musical composé en majorité de variété francophone populaire et contribue activement à la promotion des auteurs compositeurs et interprètes suisses. 
Des séquences sont consacrées au monde de la chanson et des artistes. Chaque heure commence par le journal horaire, un court flash d'informations, commun aux autres programmes de la RTS.

## Histoire
Durant les années 1980, le premier programme de la Radio suisse romande appelé aussi : « la Première » était progressivement émis en modulation de fréquence (FM), en plus d'être émis en modulation d'amplitude (AM) en ondes moyennes (OM). Ainsi, les auditeurs bénéficiant d'un récepteur moderne pouvaient capter ce programme en FM, moyen de diffusion de meilleure qualité, les autres auditeurs pouvant encore l'écouter avec leur poste plus ancien en OM. 
En 1994, la Radio suisse romande crée un programme supplémentaire sur la fréquence de la Première en ondes moyennes. Ce nouveau programme s'appelle Option Musique, en abrégé OM comme ondes moyennes. 
Plus tard, son succès incite les responsables à émettre aussi en FM, mais les difficultés à trouver des fréquences libres les amènent à n'émettre en FM qu'à Genève et en Valais. Pendant longtemps, la plupart des auditeurs ne peuvent la capter qu'en onde moyenne. 
En décembre 2010, l'émetteur de Sottens, qui diffusait en onde moyenne (sur le 765 kHz), est mis hors service. Option Musique est alors émise en DAB+. Ce nouveau moyen permet de diffuser plusieurs programmes sur une fréquence avec une qualité encore meilleure que la FM. 
Depuis le 22 mars 2021, Option Musique diffuse un programme musical plus vif, orienté sur la promotion de la musique suisse, animé à son habitude durant toute la journée.

## Identité visuelle

### Logos

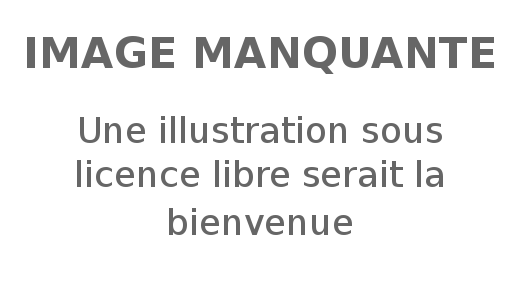
Logo d'Option Musique de 1994 à 1997[réf. nécessaire].
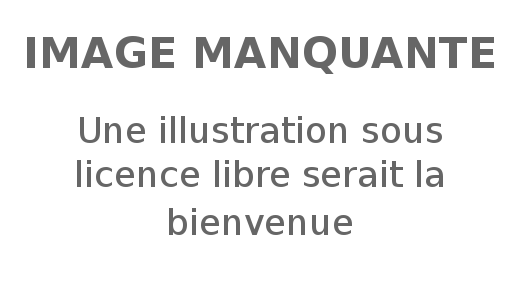
Logo d'Option Musique de 1997 à 1999[réf. nécessaire].
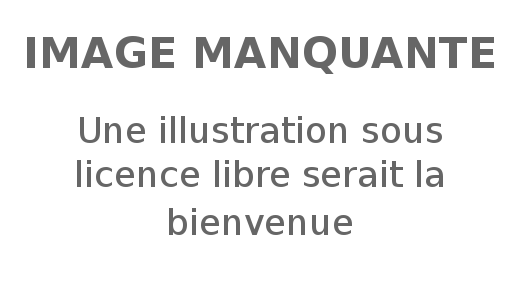
Logo d'Option Musique de 1999 à 2001[réf. nécessaire].
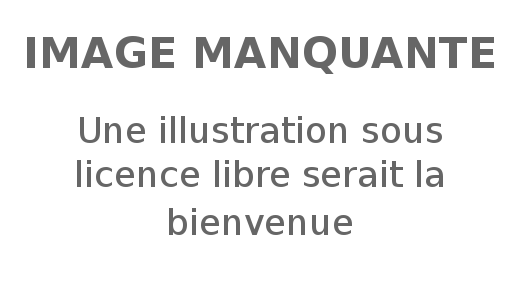
Logo d'Option Musique (2001)[réf. nécessaire].
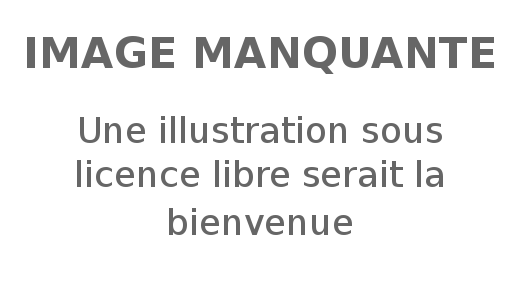
Logo d'Option Musique de 2001 à 2004[réf. nécessaire].
Logo d'Option Musique jusqu'au 28 février 2012.
Logo d'Option Musique du 29 février 2012 au 15 septembre 2016.
Logo d'Option Musique du 15 septembre 2016 au 26 août 2024.
Logo de RTS Option Musique depuis le 26 août 2024.

## Fréquences et distribution
RTS Option Musique est diffusée par le DAB, les téléréseaux, IPTV, le satellite et Internet. Jusqu'au 6 décembre 2010 (à minuit) en Suisse, elle était également disponible en ondes moyennes (sur 765 kHz) grâce à l'émetteur de Sottens.

## Directeur des programmes
- depuis novembre 2016 : Karine Vouillamoz[3],[4]
- 2010 - octobre 2016 : Catherine Colombara[5]
- octobre 1999 - ? : Vladimir Louvrier[6],[7]
- 1994 - ? : Jacques Bofford[8]